# Bernd Kasten
Pour les articles homonymes, voir Kasten.
Bernd Kasten (né le 14 mars 1964 à Nordhastedt) est un historien et archiviste allemand.

## Biographie
Kasten étudie l'histoire et l'anglais à l'Université Christian-Albrecht de Kiel et à l'Université de l'Indiana à Bloomington. En 1990, il obtient son doctorat. En 1990/91, il est employé à la bibliothèque universitaire de Kiel. Après avoir terminé son stage d'archiviste aux archives d'État du Schleswig-Holstein (de) et à l'école d'archives de Marbourg (de), il devient responsable des archives de la ville de Schwerin (de) en 1993. En 2002 il est nommé à la Commission historique du Mecklembourg (de). En 2008, il obtient son habilitation à l'Université de Rostock.
De 2011 à 2017, il est président de l'association régionale Mecklembourg-Poméranie-Occidentale de l'Association des archivistes allemands (de). Depuis avril 2018, il est président de l'Association pour l'histoire et l'antiquité du Mecklembourg.

## Publications
- mit Jens-Uwe Rost: Schwerin. Geschichte der Stadt. Thomas Helms Verlag, Schwerin 2005,  (ISBN 3-935749-38-4).
- (Hrsg.) 7. April 1945 – Bomben auf Schwerin. Thomas Helms Verlag, Schwerin,  (ISBN 978-3-944033-23-5).
- mit Matthias Manke, Johann Peter Wurm (Hrsg.): Leder ist Brot: Beiträge zur norddeutschen Landes- und Archivgeschichte. Thomas Helms Verlag, Schwerin,  (ISBN 978-3-940207-69-2).
- Alles 50 Jahre später? Die Wahrheit über Bismarck und Mecklenburg. Hinstorff, Rostock 2013,  (ISBN 978-3-35601-599-7).
- Prinz Schnaps. Schwarze Schafe im mecklenburgischen Fürstenhaus. Hinstorff, Rostock,  (ISBN 978-3-35601-334-4).
- mit René Wiese, Matthias Manke: Die Großherzöge von Mecklenburg-Schwerin. Hinstorff, Rostock,  (ISBN 978-3-35601-986-5).